# シティ・モンテッソーリ・スクール
シティ・モンテッソーリ・スクール（City Montessori School、CMS）は、インドのラクナウにある幼稚園から高校までの教育を提供する男女共学の英語中学校。
学校は1959年にBhartiGandhi博士とJagdishGandhi博士によって設立された。 
ギネス世界記録にも認定された世界で最も生徒数の多い学校。3歳から17歳までの生徒がおり、2010年度の全校生徒数は3万9437人だったが現在は4万5000人を超えている。また、教師は2500人、コンピューターは3700台、教室は1000室ある。
ラクナウだけでもCMSの18の分校がある。 
CMSは、インド学校証明書試験評議会およびケンブリッジ国際検定（CAIE）に加盟している。
2014年、CMS協会は、関連NGOとして国連広報局の認定を受けた。2017年のISCの結果に基づいて、20のCMSキャンパスのうち5つがインドのトップ15の学校のリストにリストされている。

## 著名な卒業生
- Jitesh Singh Deo - モデル
- セリーナ・ジャイトリー - 女優